# Mazzalvites purvs
Mazzalvites purvs este o arie protejată (arie specială de conservare — SAC, sit de importanță comunitară — SCI, arie de protecție specială avifaunistică — SPA) din Letonia întinsă pe o suprafață de 270,71 ha, integral pe uscat.

## Localizare
Centrul sitului Mazzalvites purvs este situat la coordonatele 56°21′06″N 25°10′02″E / 56.3516°N 25.1672°E.

## Înființare
Situl Mazzalvites purvs a fost declarat arie de protecție specială avifaunistică în decembrie 2002 pentru a proteja 14 specii de animale. Alte tipuri de protecție:
- sit de importanță comunitară (în mai 2004)
- arie specială de conservare (în mai 2004)[1][3][4]

## Biodiversitate
Situată în ecoregiunea boreală, aria protejată conține 6 habitate naturale: Turbării active, Mlaștini oligotrofe degradate, capabile încă de regenerare naturală, Mlaștini turboase de tranziție și turbării mișcătoare, Depresiuni pe substraturi de turbă de Rhynchosporion, Taiga vestică, Mlaștini împădurite.
La baza desemnării sitului se află mai multe specii protejate:
- păsări (12): cocoșul de mesteacăn (Bonasa bonasia), caprimulg (Caprimulgus europaeus), barză neagră (Ciconia nigra), ciocănitoare neagră (Dryocopus martius), muscar (Ficedula parva), cocor (Grus grus), vultur pescar (Pandion haliaetus), ciocănitoare verzuie (Picus canus), huhurezul mic (Strix uralensis), cocoșul de mesteacăn (Tetrao tetrix tetrix),  cocoș de munte (Tetrao urogallus), fluierar de mlaștină (Tringa glareola)
- pești (2): zglăvoacă (Cottus gobio), cicar (Lampetra planeri)

Pe lângă speciile protejate, pe teritoriul sitului au mai fost identificate 9 specii de plante, 3 specii de amfibieni, 2 specii de mamifere.